# Železniční trať Ostrov nad Ohří – Jáchymov
Železniční trať Ostrov nad Ohří – Jáchymov byla v provozu od 21. prosince 1896 do 3. srpna 1957, kdy byla uzavřena kvůli rozšíření silnice do Jáchymova. Na trať se vjíždělo úvratí z tratě Chomutov–Cheb. Šlo o nejstrmější adhezní veřejnou drahou v Čechách – sklon zde dosahoval až 52,6 ‰.

## Historie
Roku 1883 byla vydána předběžná koncese pro stavbu železnice. Tu získal Dr. Russ. O rok později zpracovala pražská firma Schmied&Halama předběžný projekt. Ten byl ve dnech 29. až 30. května 1884 podroben revizi pod vedením Ing. Baziky. Výsledek byl kvůli prudkému sklonu tratě zamítavý. Město ale na stavbě trvalo, proto proběhla 6. února 1885 revize nová. Její výsledek byl kladný a zpráva konstatovala, že stavba by stála 407 000 zlatých (45 222 zlatých na jeden km). Město získalo úvěr u Zemské banky, ten byl garantován výnosem Českého sněmu ze dne 14. 4. 1894. Koncese pro stavbu byla udělena 5. září 1895 a projektu vypracovala firma E. Gross z Vídně. Tato společnost také o rok později zahájila vlastní stavbu.
Na trati se plánoval vznik pěti stanic: Schlackenwerth (Ostrov), Schlackenwerth P. H. (Ostrov zastávka), Unter-Brand (Dolní Žďár), Ober-Brand (Horní Žďár) a St. Joachimsthal (Jáchymov). 25. září 1896 byla zahájena stavba Jáchymovského tunelu v úbočí Šibeničního vrchu. Protože poblíž stály domy, nemohl být použit dynamit a skála se musela lámat ručně. I přesto, že se pracovalo dvacet čtyři hodin denně, práce postupovaly pomalu, přibližně půl metru za den. Tunel byl proražen až 14. října 1896.[zdroj?] V roce 1898 provedla firma František Kuliš z Nejdku vyzdívku klenby tunelu do hloubky pěti metrů z obou stran tunelu. Na konci listopadu 1896 byly při policejně-technické zkoušce shledány nedostatky, z nichž nejzávažnější byl sklon trati. Ten činil 52,6 ‰, o 5,6 ‰ více než uváděl projekt.
V prosinci byl vypraven za účasti ministra pro železnice první vlak. Pravidelná doprava byla zahájena 23. prosince 1896. Kolem roku 1900 bylo zvažováno prodloužení trati do Perninku, Božího Daru a Kovářské. Projekt byl ale zamítnut pro nadměrnou technickou náročnost. 8. ledna 1902 byla z místní železnice vytvořena akciová společnost. Na trati se často stávalo, že souprava v prudkém stoupání uvízla, hlavně v zimě kvůli závějím. Cestující potom museli čekat více než hodinu na příjezd záložní lokomotivy. Proto, když se v Radium-Paláci konala konference států Malé dohody, odmítli její účastníci přepravu slavnostním vlakem a do Jáchymova se raději přepravili fiakry. O dva roky později na trati ve vlaku uvízl rumunský regent, který se v Jáchymově léčil.
Osobní doprava byla pro nerentabilnost zrušena 15. prosince 1934 a nahrazena autobusy ČSD. Zároveň byla podána žádost na demolici tratě, což vyvolalo prudkou vlnu protestů. Město v reakci odmítlo podporovat autobusovou dopravu a 15. února 1938 přednesla delegace města na Ministerstvu železnic žádost o obnovu osobní dopravy. Žádost byla zamítnuta a na oplátku byl městem vyhlášen zákaz zastavování autobusů před Radium-Palácem a na území města byly zrušeny autobusové zastávky. Osobní doprava byla znovuzavedena až Deutsche Reichsbahn v roce 1941. V jízdním řádu byla vedena jako trať 166g. Po osvobození trať 25. května 1945 přebraly ČSD.
Po zahájení masivní těžby uranu sloužila železnice k jeho přepravě na ostrovské nádraží, odkud uran putoval do SSSR. V roce 1955 byla vybudována vlečka z Dolního Žďáru do tábora Vykmanov. Po ukončení těžby této suroviny byla dráha v roce 1957 zrušena. Poslední vlak projel 3. srpna 1957. Zůstala zachována část z Ostrova do Dolního Žďáru, která sloužila až do roku 2004 jako vlečka podniku Škoda Ostrov. Úsek Dolní Žďár – Jáchymov byl snesen v roce 1957 při výstavbě silnice. Zbylá část byla snesena v roce 2009.

## Současný stav tratě
Trať byla kompletně snesena. Nicméně bývalé drážní těleso je z větší části zachováno. Na trati je pod Jáchymovem zachován 18,3 metrů dlouhý Jáchymovský tunel a v Horním Žďáru můstek přes Jáchymovský potok.
Zachovaly se rovněž nádražní budovy, ale slouží tak pouze nádraží Ostrov nad Ohří. Budovy zastávky Ostrov a nádraží Dolní Žďár se dochovaly, zastávka Ostrov byla v roce 2017 opravena a slouží jako malé muzeum zrušené železnice a cyklistické odpočívadlo. V Horním Žďáru je dochovaný domek správce trati. Nádraží Horní Žďár a Jáchymov byla demolována při výstavbě silnice Ostrov – Jáchymov.
Na tělese bývalé dráhy byla v letech 2012–2013 vybudována cyklostezka z Ostrova do Jáchymova, která byla otevřena v roce 2013.

## Traťová nej
Se sklonem 52,6 ‰ šlo o nejstrmější adhezní trať s normálním rozchodem na území Československa. Na této trati je navíc i nejkratší železniční tunel na území České republiky a původně i Československa. Měří 18,3 metru (nejkratší provozovaný jednokolejný je Žlutický měřící 25 metrů a dvoukolejný je Nelahozeveský, který měří 23,3 metru).

## Galerie

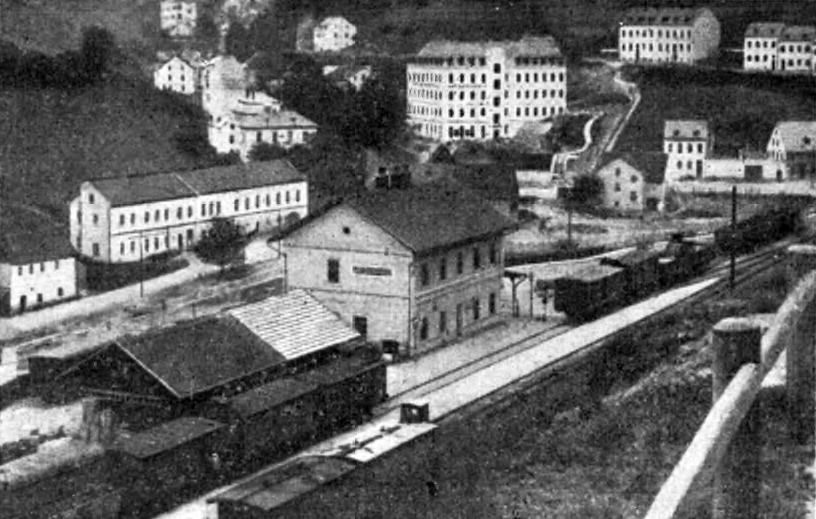
Nádraží v Jáchymově kolem roku 1912
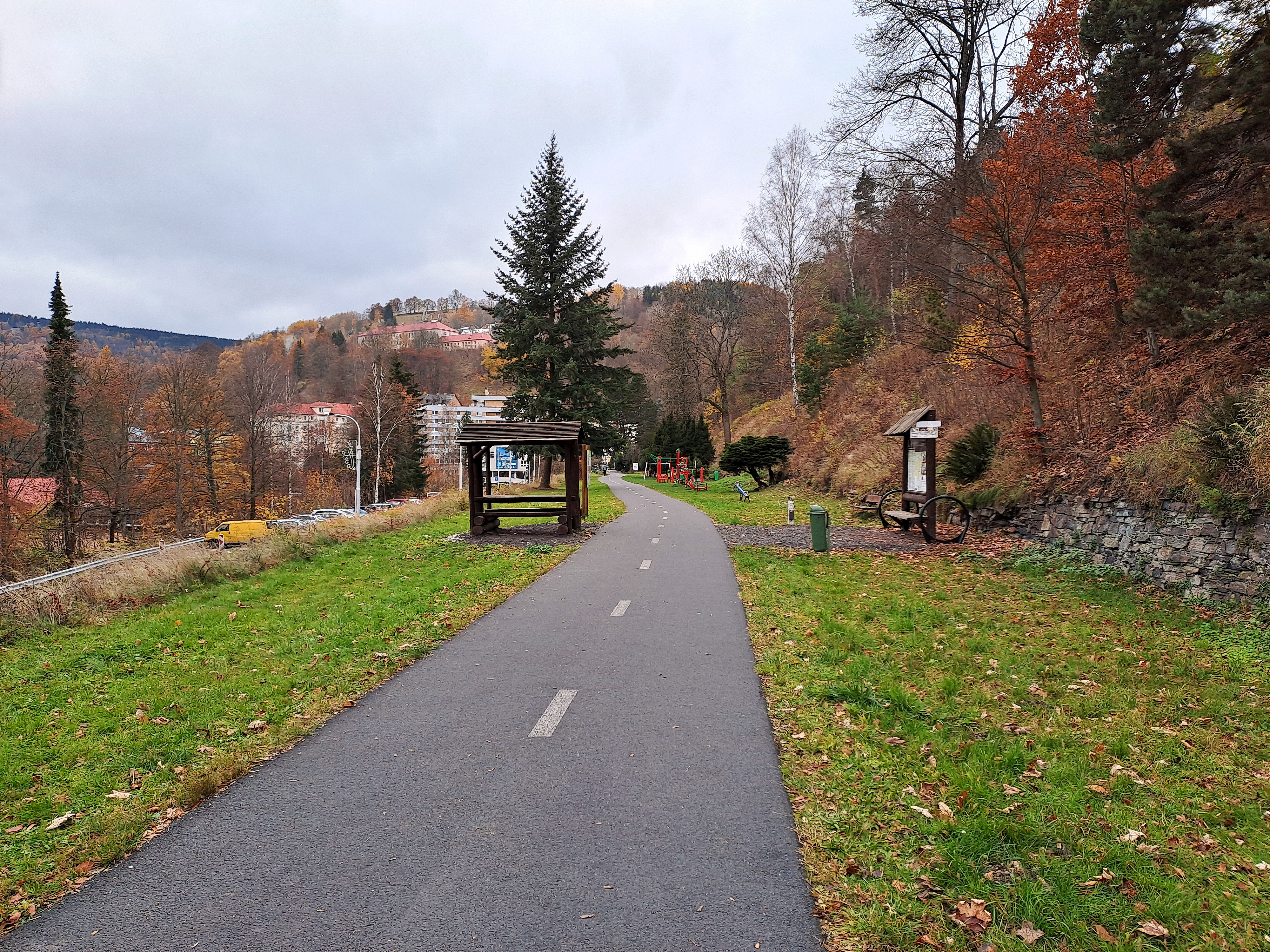
Cyklostezka  v místech, kde stálo nádraží
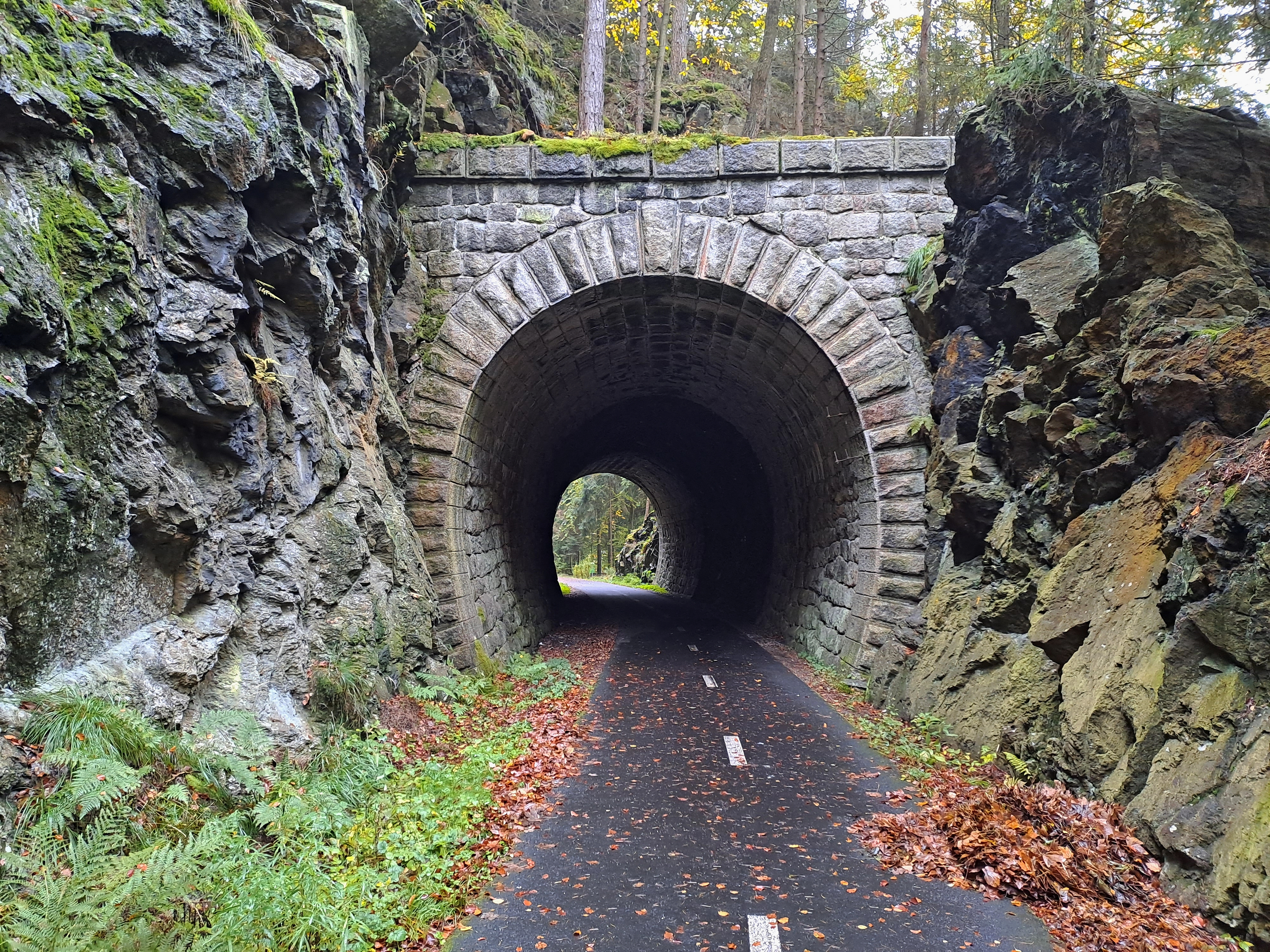
Jáchymovský tunel
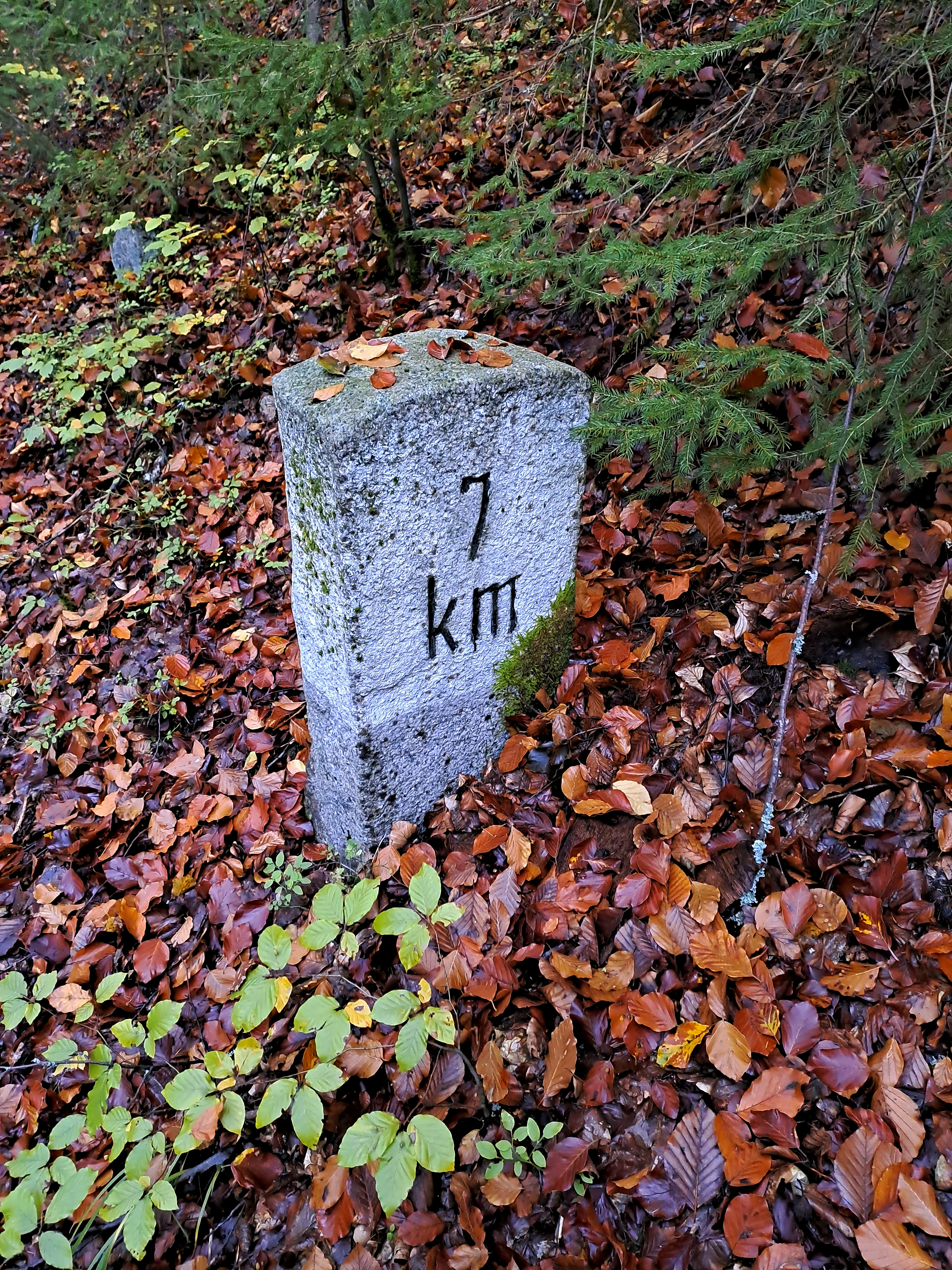
Kilometrovník nedaleko tunelu
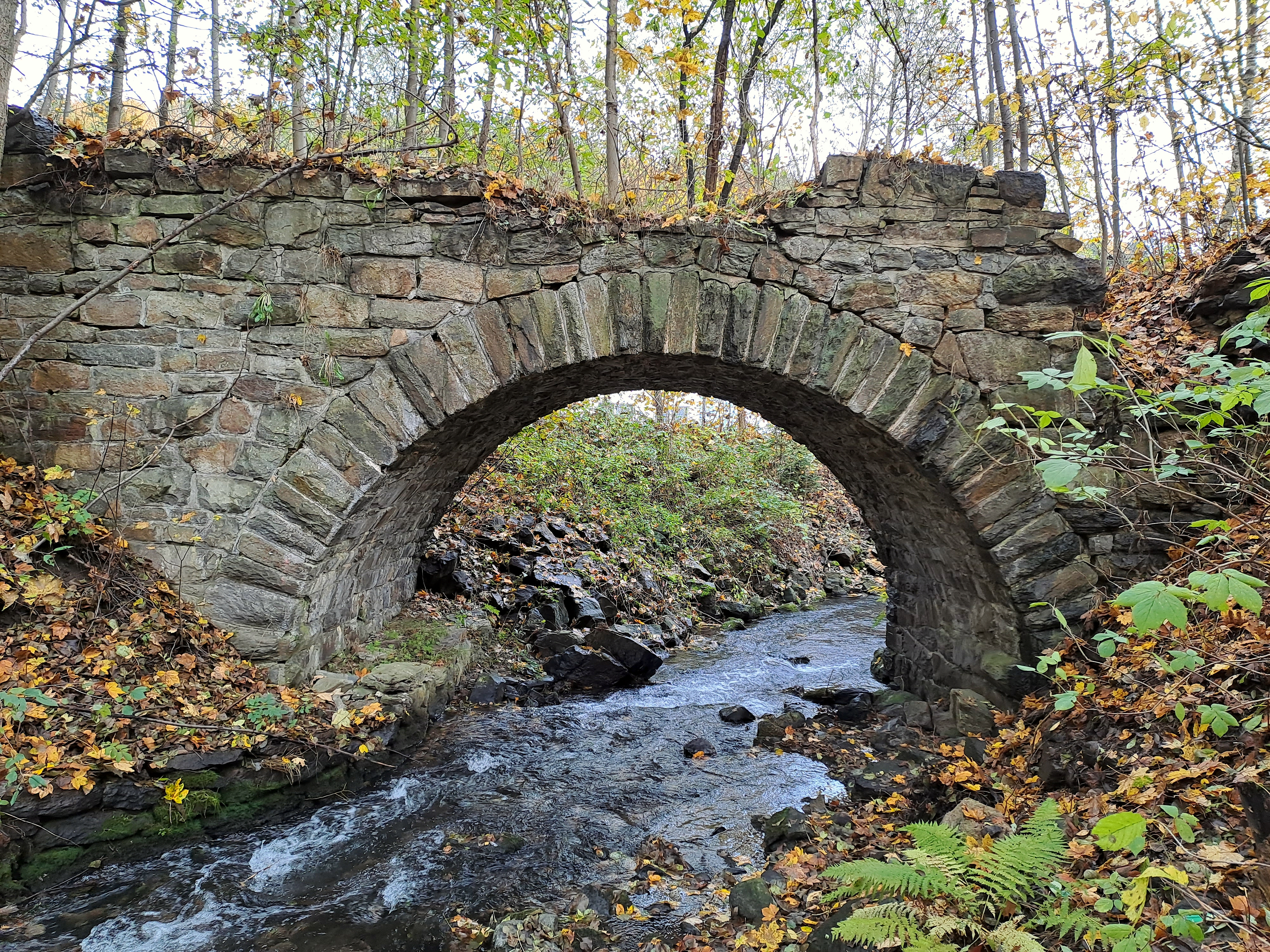
Můstek v Horním Žďáru